# Landgericht Itzehoe

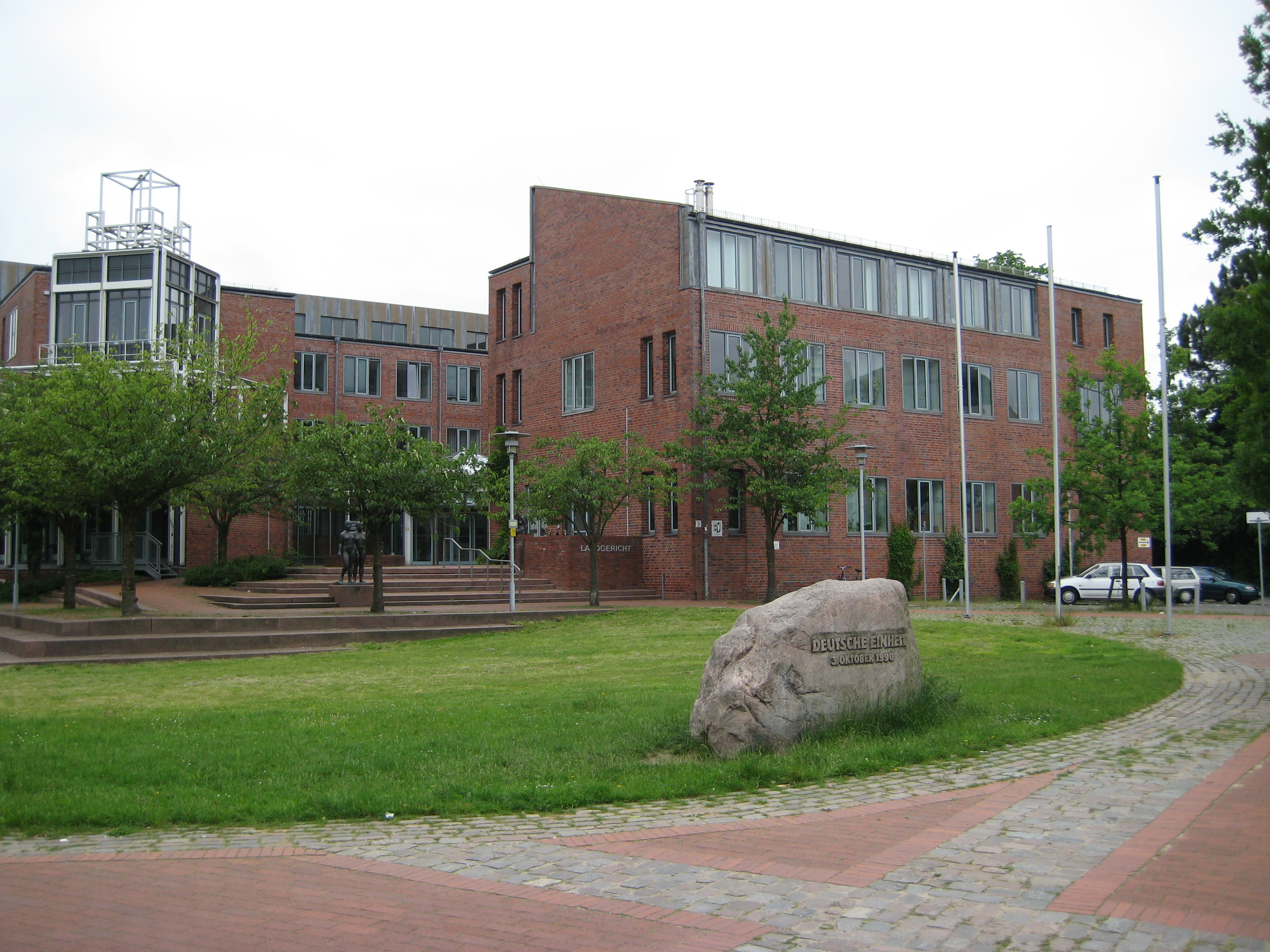
Landgericht Itzehoe (seit 2005)

Das Landgericht Itzehoe ist ein Gericht der ordentlichen Gerichtsbarkeit und eines von vier Landgerichten in Schleswig-Holstein. 

## Gerichtssitz und -bezirk
Sitz des Gerichts ist die Stadt Itzehoe.
Der Gerichtsbezirk umfasst die Bezirke der nachgeordneten Amtsgerichte Elmshorn, Itzehoe, Meldorf und Pinneberg. Damit besteht der Gerichtsbezirk aus den Kreisen Dithmarschen, Pinneberg (zu dem auch Helgoland gehört) und Steinburg. Hinzu kommen die dem Bezirk des Amtsgerichts Pinneberg zugeordneten gemeindefreien Küstengewässer um die Insel Helgoland, während die übrigen Nordsee-Küstengewässer Schleswig-Holsteins dem Bezirk des Amtsgerichts Husum zugelegt wurden und damit dem Landgerichtsbezirk Flensburg zugeordnet sind.

## Gerichtsgebäude
Das Gerichtsgebäude ist seit 2005 das ehemalige Postgebäude am Theodor-Heuss-Platz 3.

## Geschichte
Mit der Annexion Schleswig-Holsteins wurden 1867 in der nunmehr preußischen Provinz die fünf Kreisgerichte Altona, Itzehoe, Kiel, Schleswig und Flensburg mit dem übergeordneten  Appellationsgericht Kiel eingerichtet.
Die folgenden Amtsgerichte wurden dem Kreisgericht Itzehoe nachgeordnet:
| Amtsgericht                 | Sitz         | Aufgelöst                           |
| --------------------------- | ------------ | ----------------------------------- |
| Amtsgericht Lunden          | Lunden       | 1932                                |
| Amtsgericht Heide           | Heide        | 1971                                |
| Amtsgericht Albersdorf      | Albersdorf   | vor 1879                            |
| Amtsgericht Wesselburen     | Wesselburen  | 1971                                |
| Amtsgericht Meldorf         | Meldorf      | besteht                             |
| Amtsgericht Marne           | Marne        | 1971                                |
| Amtsgericht Eddelak         | Eddelak      | 1938 (verlegt nach Brunsbüttelkoog) |
| Amtsgericht Nortorf         | Nortorf      | 1976                                |
| Amtsgericht Stadt Rendsburg | Rendsburg    | vor 1879                            |
| Amtsgericht Rendsburg       | Rendsburg    | besteht                             |
| Amtsgericht Hohenwestedt    | Hohenwestedt | 1976                                |
| Amtsgericht Schenefeld      | Schenefeld   | 1970                                |
| Amtsgericht Glückstadt      | Glückstadt   | 1982                                |
| Amtsgericht Crempe          | Crempe       | 1982                                |
| Amtsgericht Wilster         | Wilster      | 1975                                |
| Amtsgericht Itzehoe         | Itzehoe      | besteht                             |
| Amtsgericht Kellinghusen    | Kellinghusen | 1982                                |

Mit dem Inkrafttreten des deutschen Gerichtsverfassungsgesetzes am 1. Oktober 1879 traten an die Stelle dieser Kreisgerichte die drei Landgerichte Altona, Kiel und Flensburg mit je einer Staatsanwaltschaft. Die Kreisgerichte Itzehoe und Schleswig wurden aufgelöst.

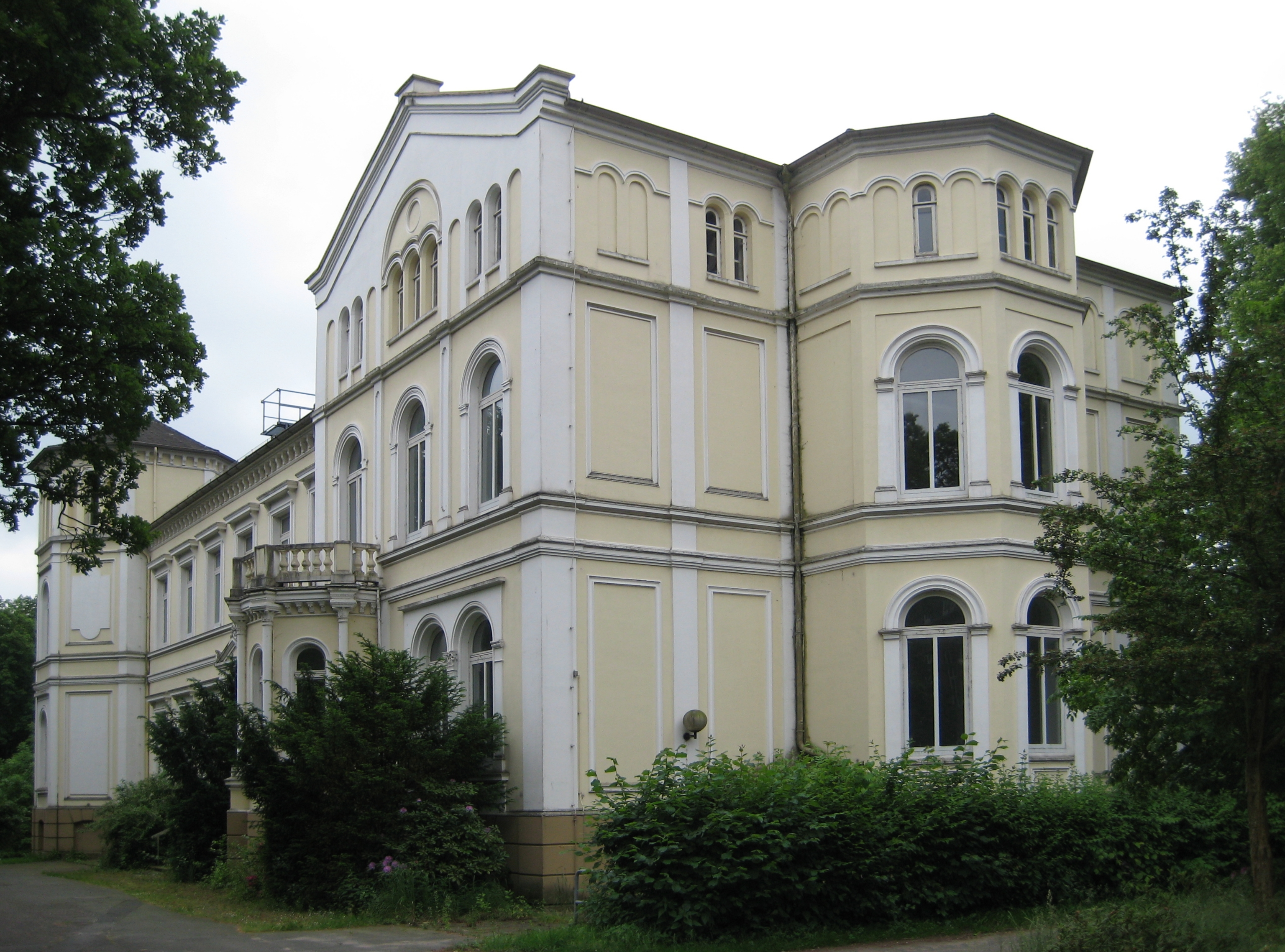
Westerhof, Sitz des Landgerichts von 1937 bis 2005

Als Altona durch das Groß-Hamburg-Gesetz von 1937 nach Hamburg eingemeindet wurde, wurde das Landgericht Altona nach Itzehoe verlegt. Als Landgericht Itzehoe bezog es den Westerhof.
Diese herrschaftliche Villa war 1857 für den Zuckerfabrikanten Charles Pierre de Vos (1810–1889) errichtet worden, der das Gelände 1856 erworben hatte. 1919 hatte sein Sohn den Westerhof, der im Weltkrieg als Hilfslazarett gedient hatte, der Stadt Itzehoe geschenkt, um die Einrichtung eines Krankenhauses zu ermöglichen, zu der es aus Geldmangel jedoch nicht kam. 1929 hatte die Stadt von de Vos noch den Park hinzu erworben und ihn im Juni 1930 als Stadtpark der Öffentlichkeit zugänglich gemacht. Nachdem das Landgericht 2005 in das ehemalige Postgebäude am Theodor-Heuss-Platz 3 umgezogen war, fand das Land Schleswig-Holstein erst 2009/2010 einen Käufer für den Westerhof und das dazugehörige 2969 Quadratmeter große Grundstück Breitenburger Straße 68/70.
Zum Bezirk des Landgerichts Itzehoe gehörten ursprünglich 13 Amtsgerichte, deren Zahl sich durch die Kreisreform von 1970 auf vier verringerte.
Von 1989 bis 1996 war Konstanze Görres-Ohde Präsidentin des Landgerichts Itzehoe und damit die erste Landgerichtspräsidentin Deutschlands.

## Über- und nachgeordnete Gerichte
Dem Landgericht Itzehoe ist das Schleswig-Holsteinische Oberlandesgericht übergeordnet. Nachgeordnet sind die Amtsgerichte Elmshorn, Itzehoe, Meldorf und Pinneberg.

## Staatsanwaltschaft

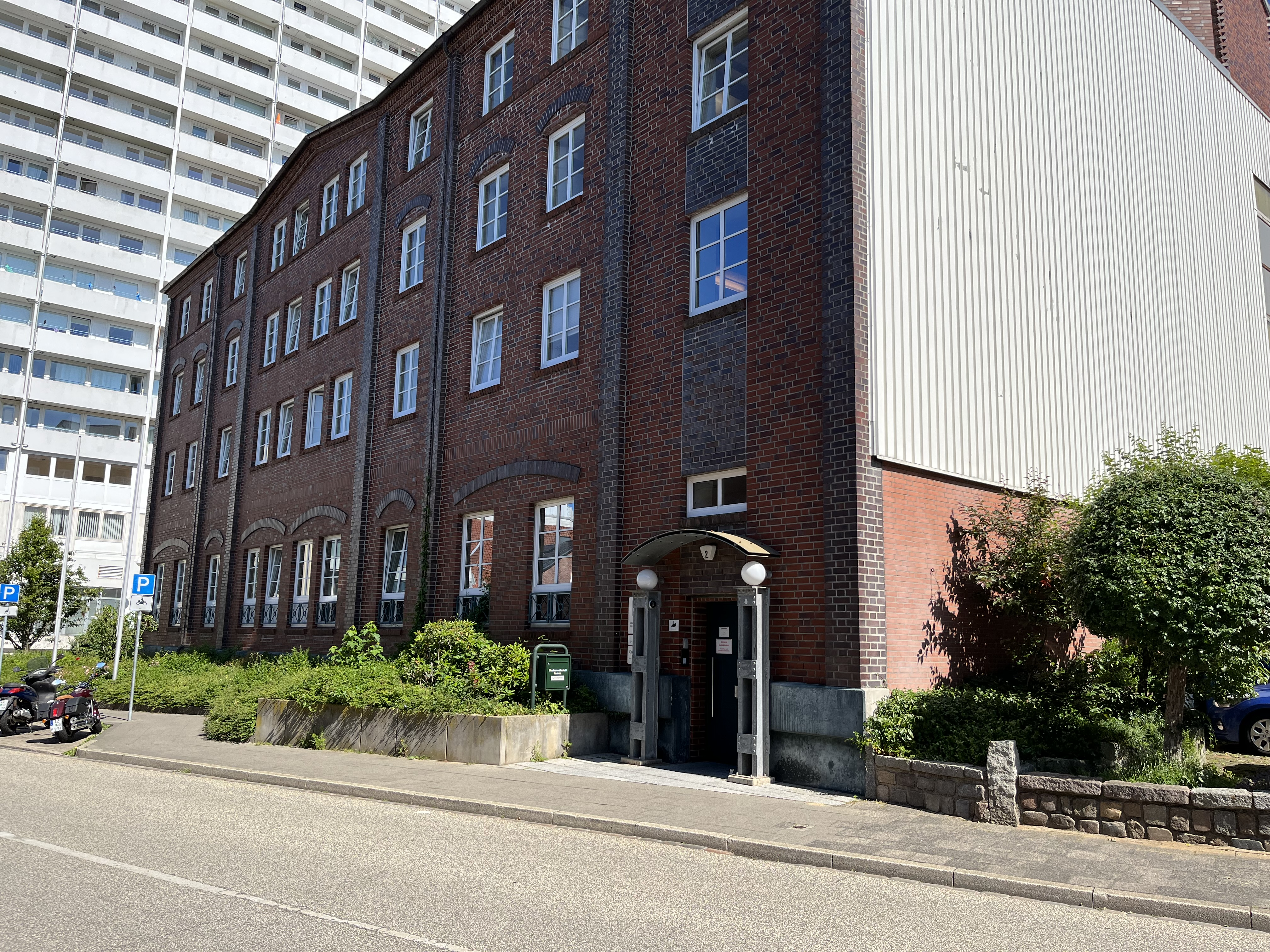
Gebäude der Staatsanwaltschaft Itzehoe

Beim Landgericht wurde die Staatsanwaltschaft Itzehoe eingerichtet. Sie ist untergebracht unter der Anschrift Feldschmiedekamp 2.